# Mader Stein
Der Mader Stein, auch Maderstein genannt, ist eine 265 m ü. NHN hohe Basaltkuppe im nordhessischen Schwalm-Eder-Kreis nordöstlich des Gudensberger Stadtteils Maden.

## Geographie

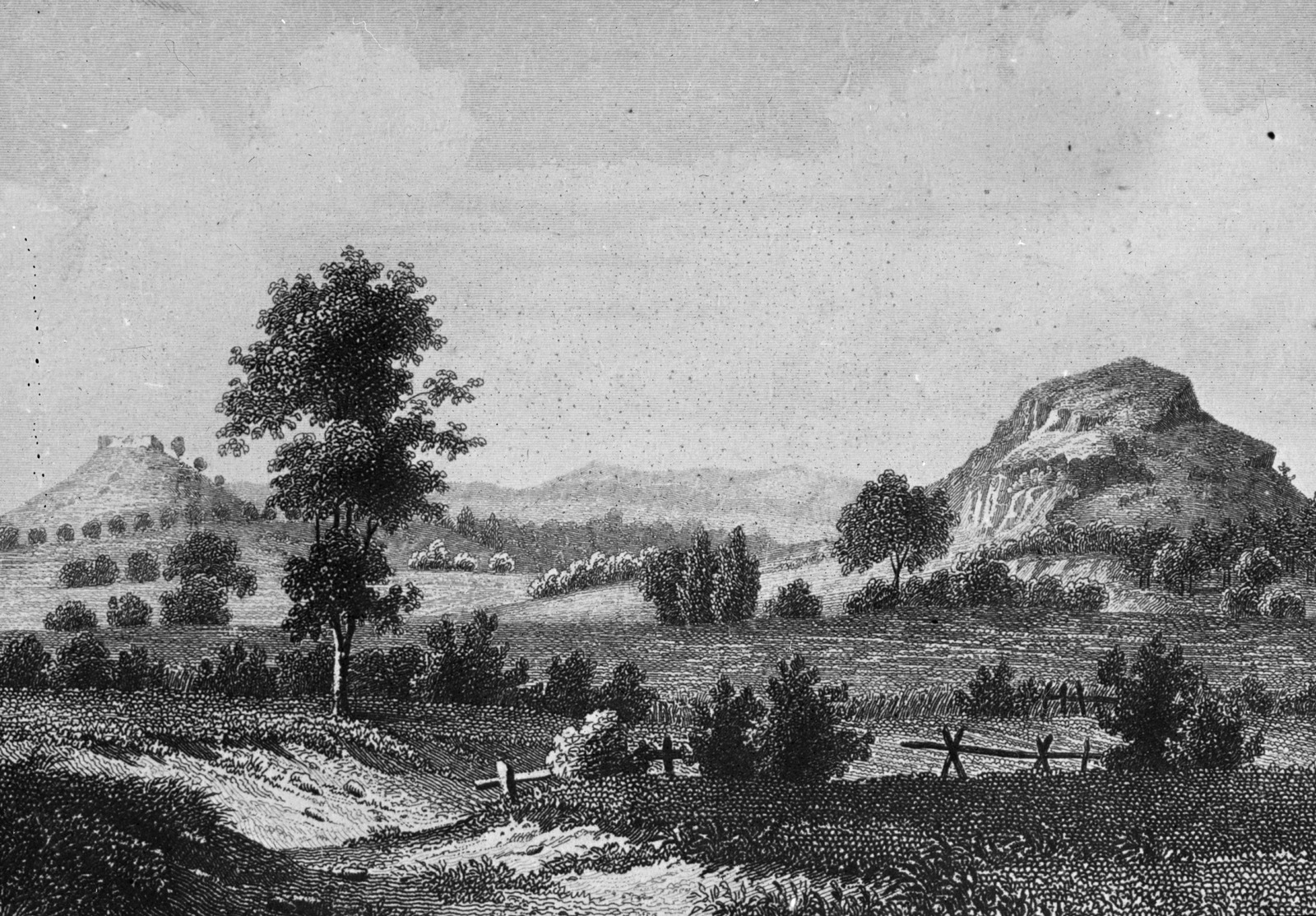
Stahlstich vom Mader Stein, Ernst-Wahle-Sammlung der Universitätsbibliothek Heidelberg

Der Berg gehört zur Gudensberger Kuppenschwelle in der Westhessischen Senke. Etwas östlich des im Norden und Osten bewaldeten Bergs liegt die Mader Heide und nordnordöstlich erhebt sich der Lamsberg.  Nordöstlich fließt der Goldbach am Mader Stein vorbei. Bemerkenswert ist die Basaltplatte am Nordosthang.
Die Kuppe ist als flächenhaftes Naturdenkmal ausgewiesen und sie ist Teil des 311 ha großen, 7-teiligen Fauna-Flora-Habitat-Gebiets Gudensberger Basaltkuppen und Wald am Falkenstein (FFH-Nr. 4721-304).
Am Fuß des Mader Steins liegt der Sportplatz von Maden.

## Brauchtum
Früher wurde der Berg am Himmelfahrtstag bestiegen, um zu tanzen und zu singen oder heilkräftige Kräuter zu suchen. Zur Adventszeit wird ein beleuchteter Weihnachtsbaum auf seinem Gipfelplateau aufgestellt.

## Sage und literarische Erwähnung
Der Sage nach wollte der Teufel vom Mader Stein oder Lamsberg aus die erste Kirche des Bonifatius in Fritzlar, die aus dem Holz der Donareiche errichtet worden war, mit einem Stein zerschmettern. Dieser blieb ihm aber beim Werfen im Ärmel hängen und fiel auf ein Feld am Ortsrand von Maden. Der Stein wird Wotanstein genannt.
Der Schriftsteller Heinrich Ruppel dichtete über den Mader Stein:

„Der Mader Stein ist nur ein Zwerg
gemessen an dem Heil`genberg.“